# 906 Repsolda
A 906 Repsolda (ideiglenes jelöléssel 1918 ET) a Naprendszer kisbolygóövében található aszteroida. Friedrich Karl Arnold Schwassmann fedezte fel 1918. október 30-án.

## Jegyzetek

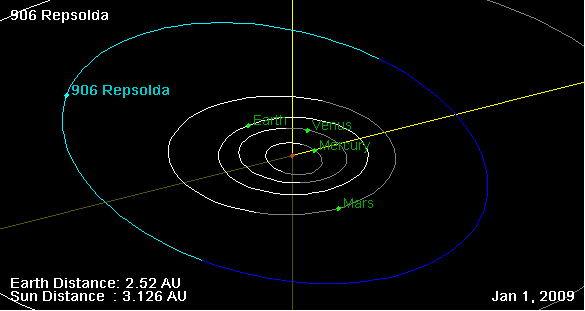
2009 januárjában.